# 西班牙第一共和國

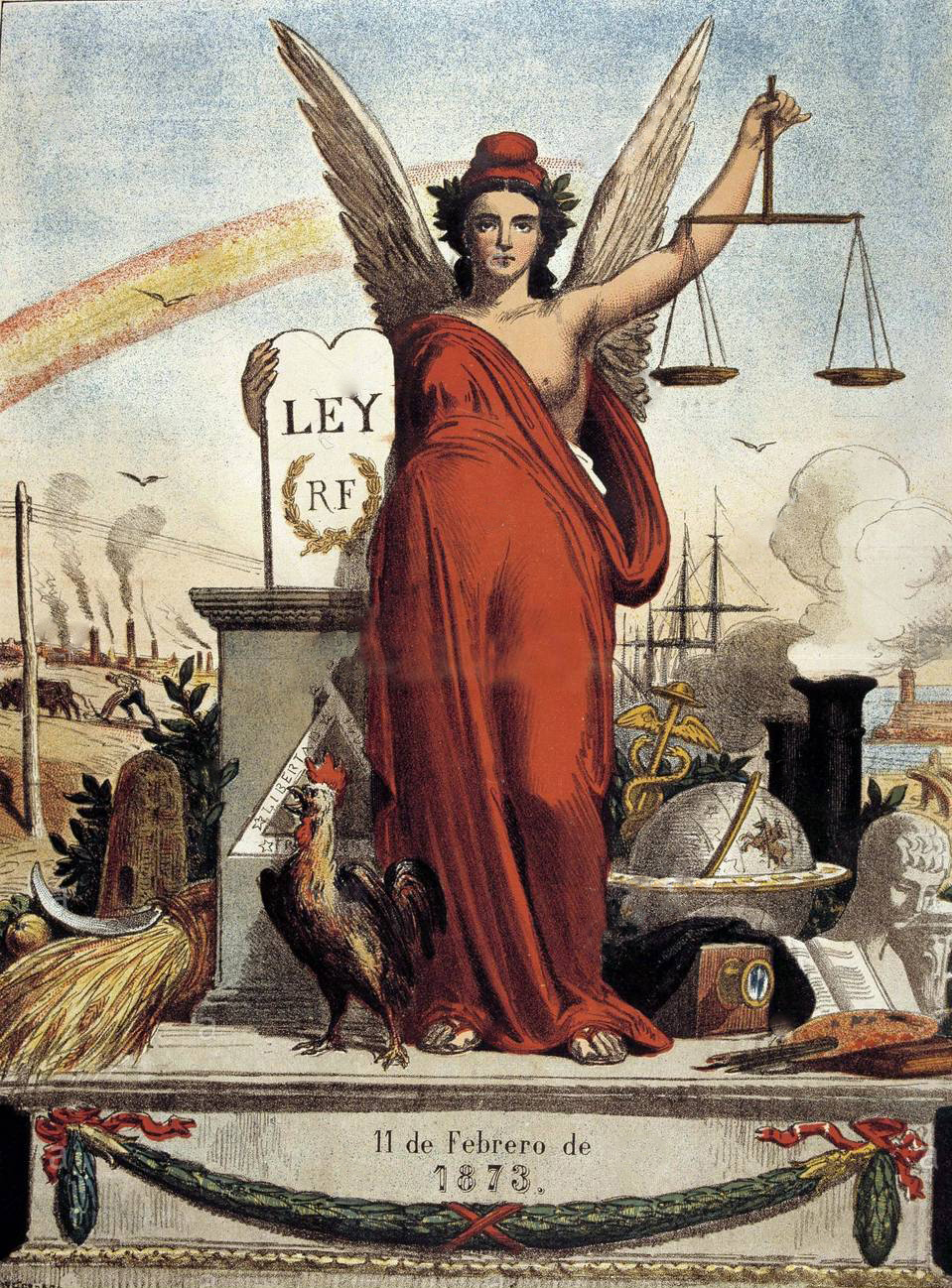
西班牙共和国的寓言，发表在讽刺和自由主义杂志上

西班牙共和国，通常被称为西班牙第一共和国，以区别于1931 - 1939年存在的西班牙第二共和国，是短暂的共和政体。存在于1873年2月11日西班牙议会宣布共和国成立到1874年12月29日阿尔塞尼奥·马丁内斯·坎波斯宣布西班牙波旁王朝复辟。共和国的建立始于1873年2月10日阿玛迪奥一世的退位，随后发生了伊达尔戈事件，当时激进政府要求他签署一项针对炮兵军官的法令。第二天，2月11日，由激进分子、共和党人和民主党人组成的议会多数派宣布成立共和国。

## 概述
当时，制宪的西班牙議會被要求起草一部联邦宪法。激进派倾向于建立一个统一的共和国，各省的重要性要小得多，一旦宣布共和国成立，两党就开始互相对立。最初，激进分子基本上被赶出了政权，加入了那些已经被1868年的革命或卡洛斯戰爭赶出的人的行列。
西班牙第一共和国是历史上西班牙对共和制度短暂的尝试，其特点是造成了深远的政影响和社会不稳定以及暴力。共和国由四名总统共同统治，他们分别是：埃斯塔尼斯勞·菲格拉斯、弗朗西斯科·皮·馬加爾、尼古拉斯·萨尔梅隆、埃米利奥·卡斯特拉尔;然而，就在宣言发表11个月后，曼纽尔·帕维亚将军发动了一场政变，建立了一个由弗朗西斯科·塞拉诺统治的统一的共和国。
这一时期以三场同时发生的内战为标志:第三次卡洛斯战争，州郡革命，阿尔科伊的石油革命;在海外还发生了古巴十年战争。巩固政权最严重的问题是缺乏真正的共和主义者，他们在联邦主义者和单一制主义者之间存在严重的分歧，以及缺乏民众的支持。军队的颠覆，一系列的地方宿营主义起义，巴塞罗那的不稳定，失败的反联邦主义政变，国际劳工协会的革命号召，缺乏广泛的政治合法性，以及共和党领导层的个人内斗都进一步削弱了共和国。
共和国实际上在1874年1月3日宣告结束，当时驻守马德里的大将曼努埃尔·帕维亚宣布反对联邦主义政府，并呼吁除联邦主义者和卡洛斯主义者以外的所有政党组成一个国家政府。君主主义者和共和党人拒绝了这一提议，让单一的激进分子和宪政主义者成为唯一愿意执政的群体;这又是一个狭隘的政治基础。弗朗西斯科·塞拉诺将军组建了一个新政府，并被任命为共和国总统，尽管这只是个形式，因为议会已经解散了。
卡洛斯主义者的军队在1874年初设法最大程度地扩大了他们所控制的领土，尽管如果不是因为天气不好，下半年共和国北方军队的一系列失败可能会导致战争的结束。然而，其他一部分君主主义者支持阿方索为国王，阿方索是前女王伊莎贝尔二世的儿子，这一群人由卡诺瓦斯·德尔·卡斯蒂略组织。
共和国的这段时期一直持续到1874年12月29日阿尔塞尼奥·马丁内斯·坎波斯准将在萨贡托宣布效忠于阿方索的统治，其余的军队拒绝对他采取行动。政府崩溃，导致共和国的结束和波旁王朝的恢复。然后他们拥立阿方索十二世为国王。

## 共和国宣告成立
国王阿玛迪奥一世于1873年2月11日退位。他的决定主要是由于在他短暂的任期内不断面对困难,其中包括了古巴的十年战争,第三次卡洛斯战争,还有那些希望伊莎贝拉二世的儿子阿方索成为君主的阿方索君主主义者反对，同时还有许多共和主义者策划的暴动。
西班牙的新议会是在代表大会和参议院的联合和常设会议上聚集起来的，他们宣布自己是国民议会，同时等待国王的任何最后通知。

## 共和国的终结
1874年12月29日，阿尔塞尼奥·马丁内斯·坎波斯将军在萨贡托公开支持伊莎贝尔二世之子卡洛斯·玛丽亚·伊西德罗·德·波旁复辟波旁王朝。萨加斯塔政府并未反对这一声明，而是允许复辟君主制。波旁王朝复辟的胜利得益于安东尼奥·卡诺瓦斯·德尔卡斯蒂略此前的努力，而这无疑违背了军事统治的原则。
直到1931年，西班牙共和派仍在2月11日庆祝第一共和国成立纪念日。此后，纪念日改至1931年4月14日，即西班牙第二共和国成立纪念日。